# 韋利奇基夫卡 (盧布尼區)
49°55′16″N 33°13′14″E / 49.92111°N 33.22056°E
韋利奇基夫卡（烏克蘭語：Величківка），是烏克蘭的村落，位於該國中部波爾塔瓦州，由盧布尼區負責管轄，距離別列濟夫卡和羅莫丹1.5公里，海拔高度145米，2001年人口為165。